# Koltai András
Koltai András (teljes nevén Koltai András Ottó; (Budapest, 1970. január 20. - )  magyar levéltáros, történész.

## Élete
1983 és 1988 között a budapesti Piarista Gimnázium diákja volt. 1988 1995 között az Eötvös Loránd Tudományegyetemre járt, ahol  történelem, levéltár és muzeológia szakon végzett. 1989-1990-ben vendéghallgató és könyvtári kisegítő volt a Floridai Egyetemen, Gainesville-ben. 1994-ben történelem előadói, 1995-ben levéltárosi és történelem tanári diplomát szerzett.
1994–től Piarista Rend Magyar Tartománya Központi Levéltárának levéltárosa.
1994–1997 között doktorandusz hallgató az ELTE-n. 2000-től a történettudomány doktora.
1994-ben és 2000-ben Bécsben volt tanulmányúton, a (Collegium Hungaricum) ösztöndíjasaként.

## Díjai, elismerései
- 2017 Pauler Gyula-díj

## Művei
- 1998 Catalogus religiosorum Provinciae Hungariae Ordinis olarum Piarum 1666-1997. Budapest.
- 2000 A Magyar Piarista Rendtartomány Központi Levéltárának kéziratkatalógusa I. Budapest.
- 2001 Magyar udvari rendtartás - Utasítások és rendeletek 1617-1708. Budapest.
- 2002 Adam Batthyány und seine Bibliothek. Eisenstadt.
- 2002 Batthyány Ádám és könyvtára. Budapest–Szeged.
- 2007 Piaristák. Budapest. (tsz.)
- 2007 Bevezetés a piarista rend magyarországi történetének forrásaiba és irodalmába. Budapest.
- 2008 Pázmány Péter és a Batthyányak. Budapest. (tsz.)
- Golda János–Koltai András: A megújult piarista központ; Piarista Rend Magyar Tartománya, Bp., 2011
- Batthyány Ádám. Egy magyar főúr és udvara a XVII. század közepén; Győri Egyházmegyei Levéltár, Győr, 2012 (A Győri Egyházmegyei Levéltár kiadványai Források, feldolgozások)
- A magyar piaristák és a Tanácsköztársaság; bev. Szakál Ádám, sajtó alá rend. Koltai András; Piarista Rend Magyar Tartománya, Bp., 2013 (Magyarország piarista múltjából)
- Koháry István emlékkönyv a kecskeméti piarista gimnázium alapításának 300. évfordulójára; szerk. Kozicz János, Koltai András; Piarista Rend Magyar Tartománya–Piarista Gimnázium, Kollégium, Általános Iskola és Óvoda, Bp.–Kecskemét, 2015 (Magyarország piarista múltjából)
- Üzenetek a máramarosi végekről. Kádár József piarista beszámolói és emlékezései, 1945-1992; szerk., sajtó alá rend. Koltai András, Orosz Krisztofer Levente; Simonchicz Incze Kulturális Egyesület, Bp.–Máramarossziget, 2014